# Fum Asaca
Fum Asaca (en árabe: فم أساكا‎, en lenguas bereberes: ⴼⵯⵎⵎ ⴰⵚⴰⴽⴰ, en francés: Foum Assaka) es una localidad marroquí perteneciente al municipio de Esbuia, en la región Guelmim-Río Noun. Desde 1934 hasta 1969 perteneció al territorio español de Ifni.